# Крак
Крак (также известный как Krakus или Gracchus) — легендарный польский князь, основатель Кракова. Якобы правил в VI—VII веках.
Согласно Винцентию Кадлубку, свидетельства которого являются древнейшими, Крак был одним из князей поляков, сражался с галлами в Паннонии или Каринтии (летописец того прямо не указывает), после чего был избран князем и дал начало организации польского государства.

## Легенды
По возвращении на польские земли, Крак был провозглашён князем. Имел двух сыновей, Крака II и Леха II, и дочь Ванду. Его сыновья убили страшного Вавельского дракона, a Лех II из зависти убил своего брата Крака. Другая легенда рассказывает о том, что сам Крак убил этого дракона. Дочь звали Вандой, и она является героиней другой легенды.
Легенда о Краке подобна чешской легенде о Кроке, а мотив битвы с драконом, вероятно, заимствован из легенды о св. Георгии. Хотя легенда о Краке и считается старейшей польской легендой, однако содержит следы событий VII и VIII веков. После смерти Крака ему насыпали высокий курган (Курган Крака), где, по легенде, он и покоится. Жители Кракова носили землю на тот курган в рукавах, после чего возник праздник Ренкавка (пол. rękaw), а сам курган назвали Краковом.
Фигура князя Крака снова появляется в XX веке, однако только в произведениях Станислава Пагачевського.
Крака иногда называют Победоносцем.

## Из хроники Винсента Кадлубека
Легенда о Краке начинается у Кадлубека с событий после войны с римлянами, где упоминается, что праполяки выбрали Крака князем. Затем Кадлубек кратко описывает события, связанные с другим племенем, соседями поляков, галлами. Они начали переселяться в Паннонию, что привело к войне с праполяками, поскольку на тех землях в Средневековье жили славяне. Такое положение вещей показало первые центробежные тенденции — угрозу распада государства и разделение на племена. Чтобы избежать разрушения государства, Крак, вернувшись из похода в Каринтию, собрал общее вече, на котором получил поддержку народа. Кадлубек приписывал ему такие слова: «Как мир без солнца, так и страна без короля.»

## Память
- Во дворе краковского Национального архива находится памятник Краку, установленный в 1929 году.

## Галерея

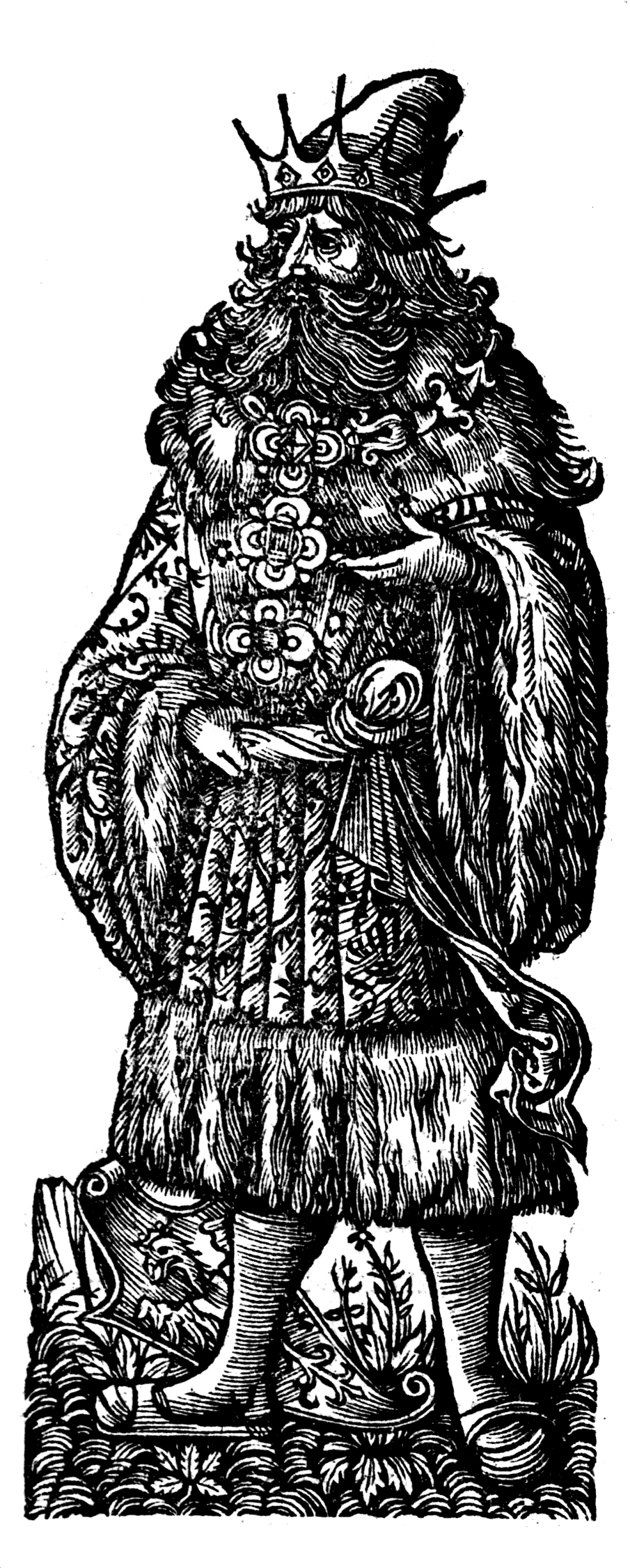
Иллюстрация из хроники Gesta principum Polonorum
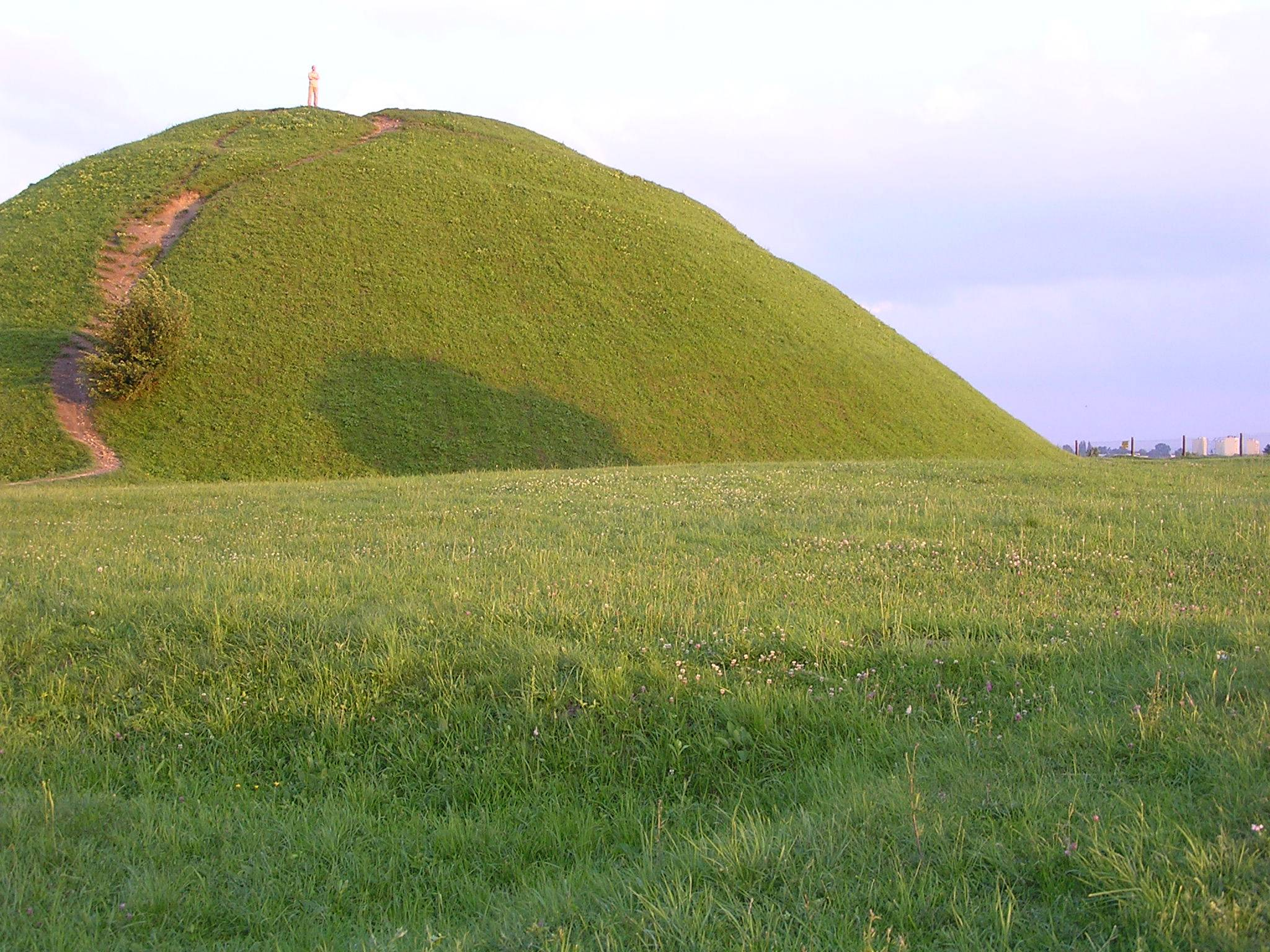
Курган Крака
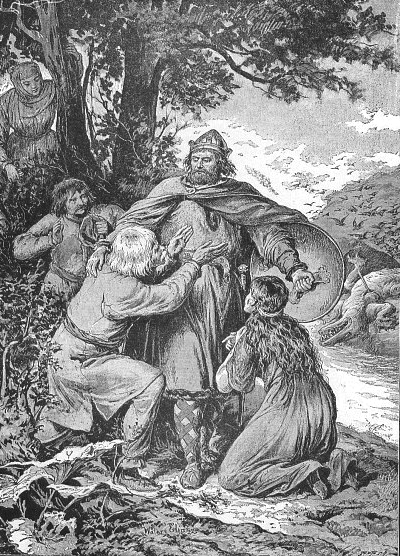
"Крак" Валерий Ельяш-Радзиковски (1841-1905)